# Preludi i fuga en do menor, BWV 847

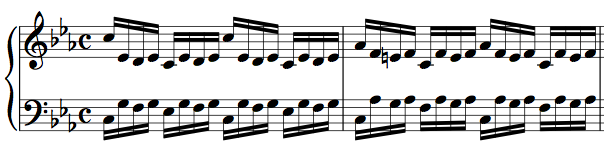
Inici del preludi en do menor (BWV 847)

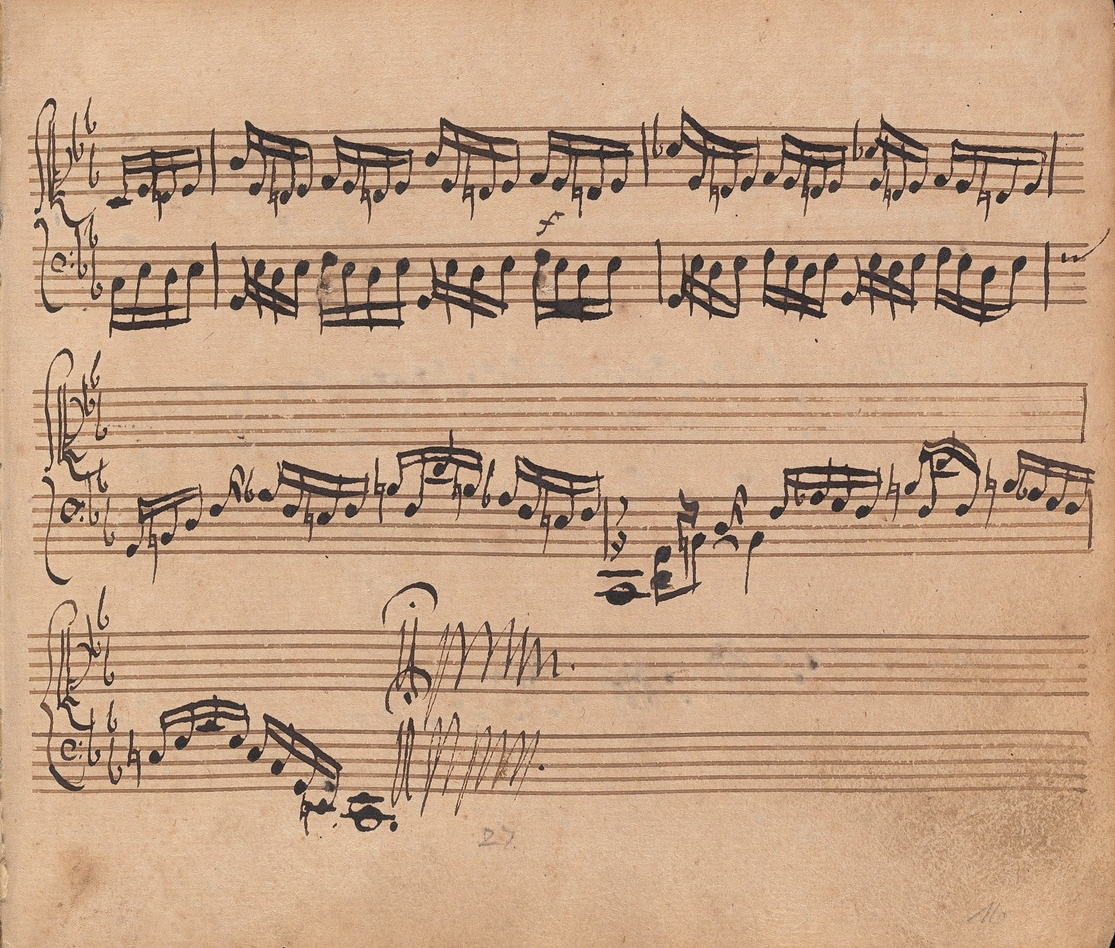
Els darrers compassos del "Preludi en do menor", tal com apareix en el Clavier-Büchlein vor Wilhelm Friedemann Bach.

El Preludi i fuga en do menor, BWV 847 és la segona parella de preludis i fugues del primer llibre del Teclat ben temprat de Johann Sebastian Bach. El preludi figura al Clavierbüchlein (núm. 15) en una versió més curta, de 27 compassos, dels quals 24 figuren a la versió del Teclat ben temperat. A la versió definitiva, Bach li va afegir onze compassos.. El preludi presenta l'estil d'una toccata impetuosa, obstinada, tota en semicorxeres. La fuga a tres veus és la una de les més populars i, formalment, és exemplar.

## Preludi
El preludi, en compàs 4/4 (), consta de 38 compassos i és com un estudi a dues veus, una mena de tocata amb moviments contraris a les dues mans. En el compàs 25, hi ha una canvi, amb l'aparició d'una coda a l'estil d'una fantasia. Després de tres compassos amb arpegis s'entra en un Presto (compassos 28-33) que contrasta amb un posterior alentiment amb la indicació Adagio, en l'estil d'un recitatiu. Finalment, es recupera el tempo inicial en els darrers compassos, on hi ha la presència d'una bonica tercera picarda.

## Fuga
La fuga a tres veus, en compàs 4/4, dura 31 compassos. El tema és encantador, memorable i fàcil de seguir amb un motiu repetit tres vegades sobre les notes do–si–do.
La fuga, a tres veus, té un caràcter relativament lleuger. La peça s'acaba amb la reexposició del tema integralment al soprano sobre una pedal de tònica, amb algunes veus suplementàries que reforcen l'harmonia (recurs que contrasta amb el contrapunt seriós dels predecessors de Bach) i un acord major.
Aquesta fuga ha sigut molt analitzada, ja per alguns alumnes de Bach: Bernhard Christian Kayser (1705–1758) deixa anotacions sobre el manuscrit P 401. La regularitat de les entrades, la presència de les contratemes ben identificats, l'ús de cànons i la reexposició de el tema sobre una pedal de tònica; de fet, per la seva estructura clara i lògica, és una fuga formalment exemplar.

## Llegat
Théodore Dubois va realitzar una versió per a piano a quatre mans, publicada l'any 1914.
Leopold Stokowski va fer un arranjament per a orquestra de la fuga, que va enregistrar l'abril de 1934 per a RCA Records, però va quedar inèdit fins a la seva publicació l'any 1985, per RCA,.
Nicolas Slonimsky, va compondre dues de les seves cinquanta-i-una Minitudes for piano, amb el material temàtic de la fuga. La núm. 47 té el títol «Bach in Fluid Tonality » i la Minitude següent núm. 48, sempre amb el mateix tema, es transforma en un curt preludi debussynià, que titula «Bach x 2 = Debussy». La partitura composta entre 1972 i 1976, aparegué publicada per G. Schirmer l'any 1979.